# Mattias Nordal
Mattias Nordal (født 26. december 2001 i Køge) er en cykelrytter fra Danmark, der er på kontrakt hos U.C. Pistoiese.